# 冬青卫矛
冬青卫矛（学名：Euonymus japonicus）亦称绿篱卫矛、日本卫矛、正木等，为卫矛屬植物。供观赏，常植为绿篱。

## 形态
为常绿灌木，叶子对生，常是倒卵形，并有钝锯齿，上面深绿色、光亮；夏季开绿白色小花，聚伞花序；扁球形裂开果实；种子有橙色假种皮。

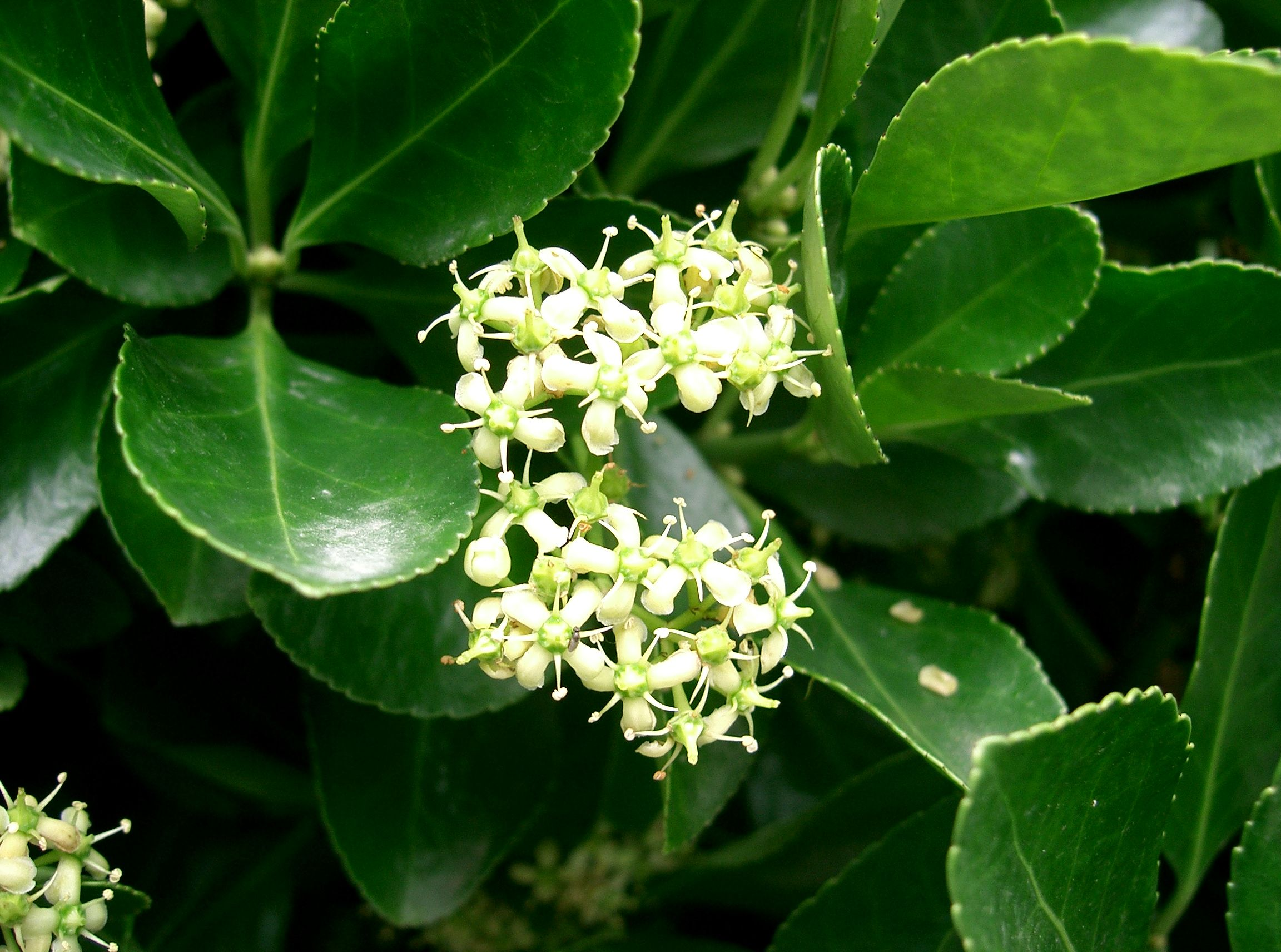
花（6月）
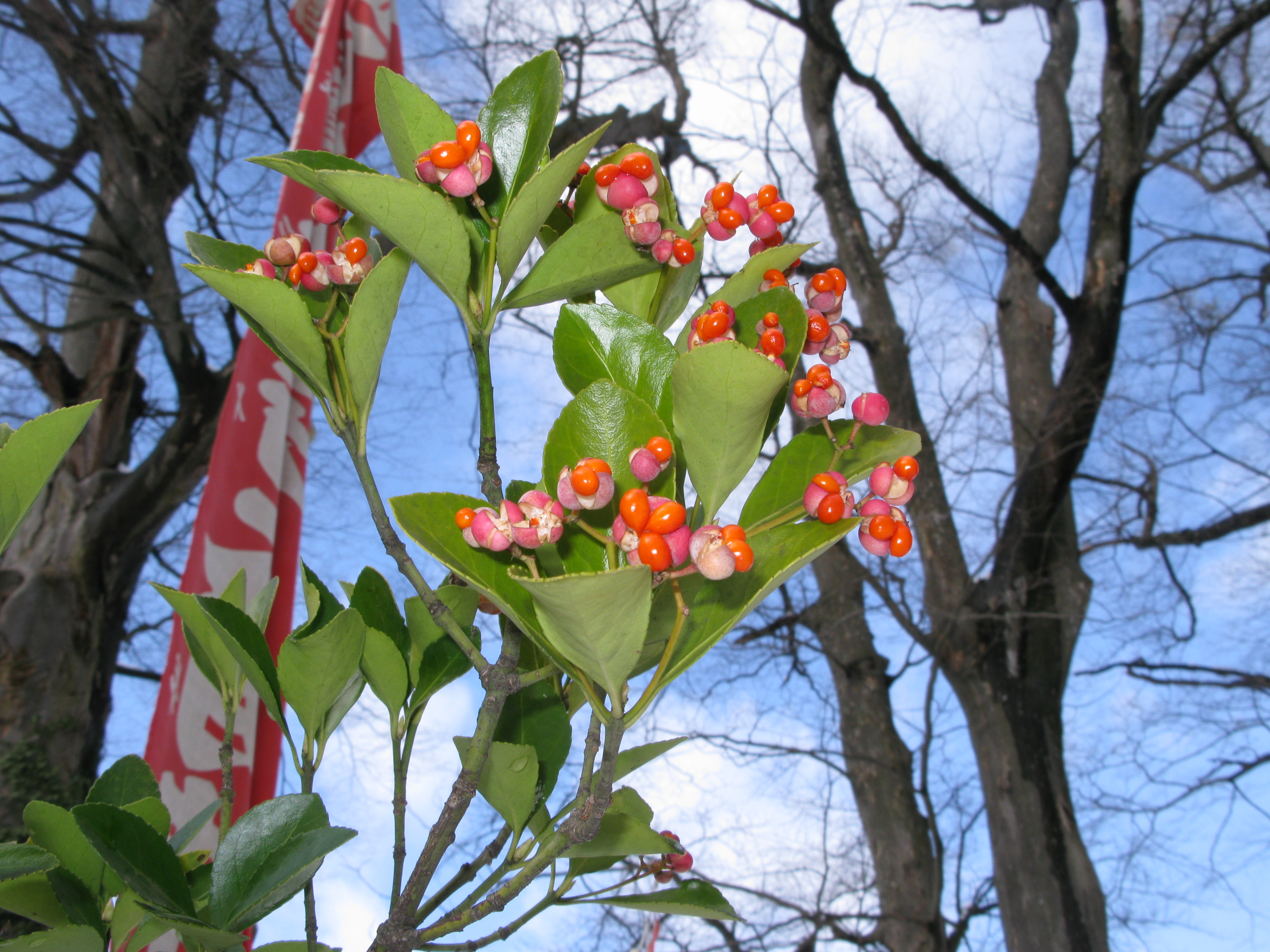
果实与种子（1月）
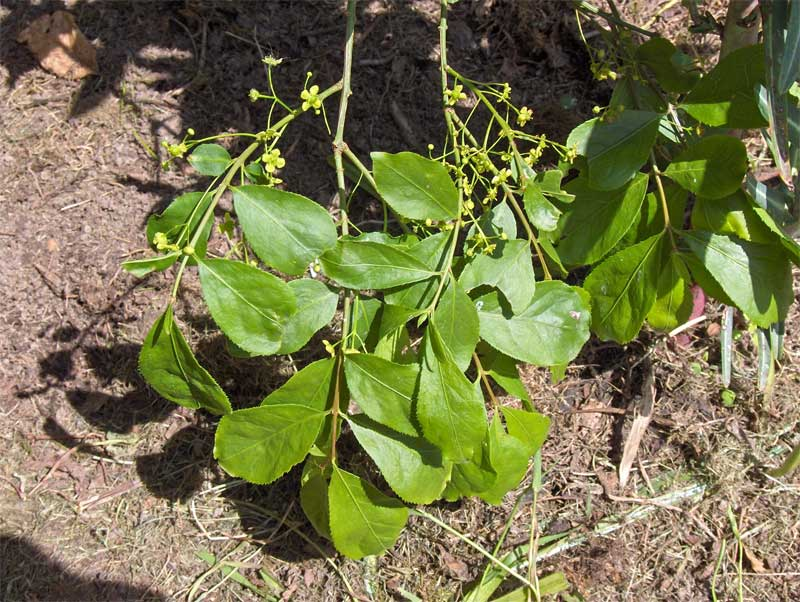
花与叶
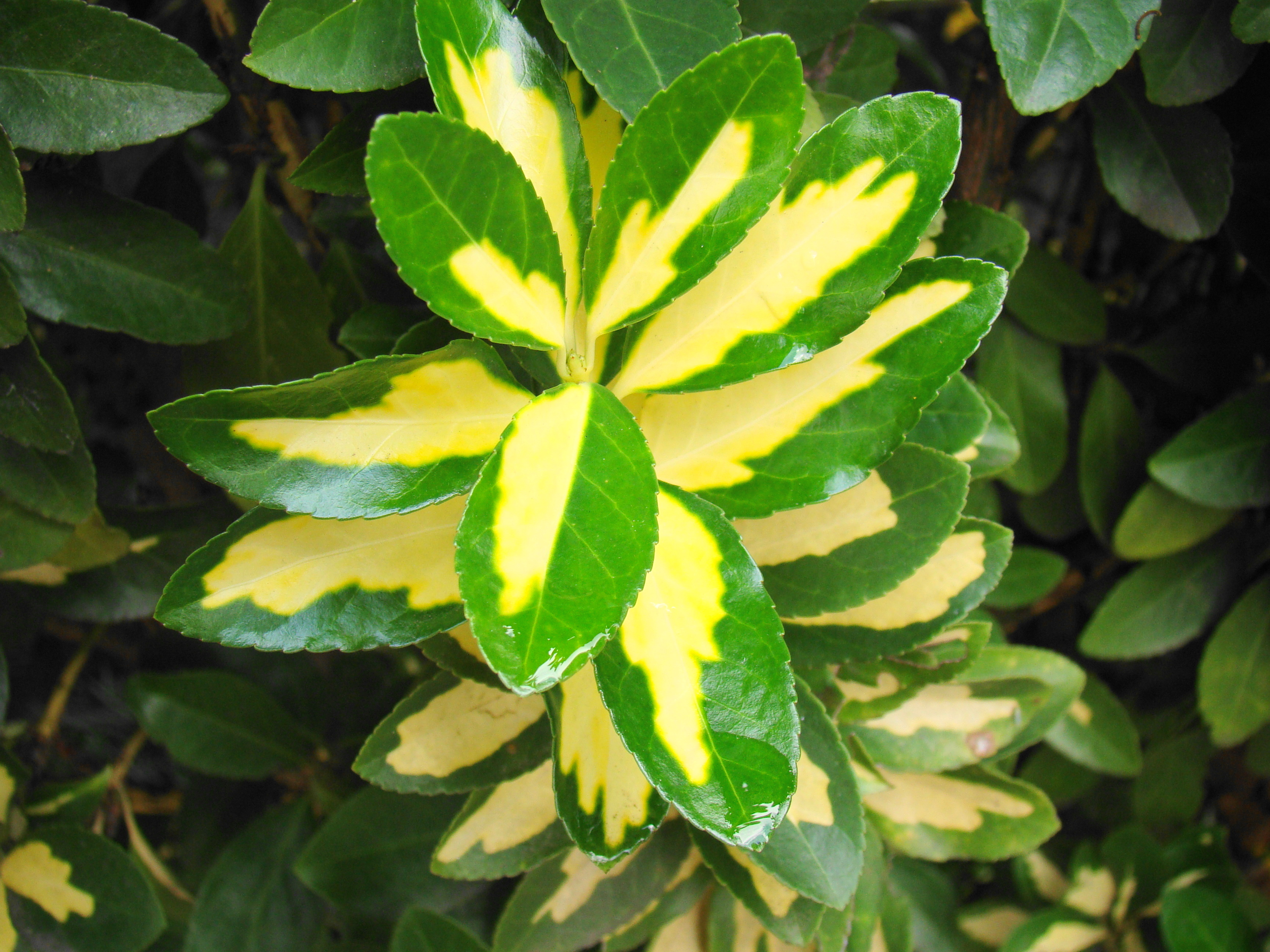
巴西圣保罗的栽培种

## 分布
原产日本，现分布在日本以及中国大陆的南北各省等地，生长于海拔1,000米至1,200米的地区，目前已由人工引种栽培。

## 外部連結
- 冬青衛矛, Dongqingweimao （页面存档备份，存于） 藥用植物圖像數據庫 (香港浸會大學中醫藥學院) （繁體中文）（英文）